# 小川一真
小川 一眞（おがわ いっしん/かずまさ/かずま、万延元年8月15日（1860年9月29日） - 昭和4年（1929年）9月6日）は、日本の写真家（写真師）、写真出版者。写真撮影・印刷のほか、写真乾板の国産化を試みるなど、日本の写真文化の発展に影響を与えた。写真技術者・印刷技術者の小林忠治郎（1869-1951年）は実弟。

## 略歴
幕末の万延元年（1860年）、武蔵国埼玉郡忍藩（現・埼玉県行田市）藩士の原田庄左衛門（梅逸や西念と号した）の次男として生まれる。3歳で同藩士の小川家の養子となる。忍藩の藩校「培根堂」で学ぶ。
明治6年（1873年）に旧藩主松平忠敬から学費の支給を受けて、有馬頼咸が開設した東京の報国学舎（有馬学校）へ入学して土木工学を学んだ。一眞は同校在学中に写真術に興味を持ったという。明治8年（1875年）に同校を卒業して帰郷し、熊谷の写真師吉原秀雄の下で働きながら写真湿板撮影法を学び、群馬県富岡町で自身の写真館を開いた。同地では古沢福吉と親交を深め、彼の支援を受けている。明治13年（1880年）に築地大学校（バラ学校）へ入学して英語を習得し
、翌明治14年（1881年）には横浜の外国人居留地で警察の通詞を勤めるほどとなった。
明治15年（1882年）、前年の第2回内国勧業博覧会に出品した作品が評価されないことに衝撃を受けた一眞は、更に進んだ写真術を会得するべくアメリカ合衆国マサチューセッツ州ボストンへと渡り、同地のハウスティング写真館に住み込んで働きつつ、明治16年（1883年）、欧州からもたらされた当時の最新写真技術やコロタイプ印刷などを体得して明治17年（1884年）1月に帰国した。帰国した一眞は東京飯田町（現在の飯田橋）に写真館玉潤館を開業して評判を得、企業家としても活動した。一眞の起ち上げた写真乾板製造会社は失敗に終わったが、明治18年（1885年）にはカーボン印画法の材料を販売する会社も起こしている。
一眞の写真技術の評判は明治政府の耳目を集め、明治20年（1887年）、内務省の委嘱により皆既日食のコロナ撮影を行い、明治21年（1888年）には図書頭である九鬼隆一による近畿地方での古美術文化財調査に帯同し、文化財の調査撮影を行った。これをきっかけにフェノロサの日光の美術史調査にも帯同し、岡倉天心らと国華社を設立して明治22年（1889年）にはコロタイプ印刷による図版入りの美術雑誌『国華』の創刊へと繋がった。また、一眞は同年に休刊していた雑誌『写真新報』を編集人兼発行人として復刊して刊行を重ねた。一眞は数々の名所や風俗・文化財をはじめ、日清・日露戦争、明治天皇の大喪の礼、濃尾地震やアイヌ民族の生活調査など数多くの題材を写真に収めた。明治43年（1910年）、帝室技芸員として顕彰され、東京写真師組合を組織し同初代会長に任ぜられた。

## 年譜
- 万延元年8月15日（1860年9月29日）：武蔵国忍藩（現・埼玉県行田市）藩士原田庄左衛門の二男として生まれる。
- 文久3年（1863年）：武蔵国行田藩士小川石太郎の養子となり、一眞（かずま）と名を改める。
- 明治6年（1873年）：上京して英語学を修める。
- 明治8年（1875年）：写真師を志して、群馬県の豊岡町の吉原秀雄に師事して湿版式写真術を会得する。
- 明治10年（1877年）：群馬県富岡に「小川写真館」を開く。
- 明治14年（1881年）：写真館を廃業して、横浜の下岡太郎次郎（下岡蓮杖の弟子で養子）に写真術を学ぶ。
- 明治15年（1882年）：横浜外国人居留地の警護をしていた親類に薦められ、アメリカ海軍（米国海軍）軍艦に水兵として乗船し、単身で渡米留学をする。米国では旧岸和田藩主の岡部長職の知遇を得て、乾板製法やコロタイプなどの当時最新の写真術を学ぶ。
- 明治17年（1884年）：帰国。帰国後すぐ、東京府飯田待ちに「玉潤会」を設立し、写真師として活躍。
- 明治22年（1889年）：日本で初となるコロタイプ印刷工場として小川写真製版所を京橋区日吉町（現・銀座8丁目6番周辺）に設立[6][9]。
- 明治24年（1891年）：凌雲閣（浅草12階）開催の「東京百美人」コンテストのため写真を撮影。
- 明治26-27年（1893-1894年）：再び渡米して、網目凸版の印刷機を持ち帰った。第二次世界大戦前の日本の新聞に掲載された写真のほとんどは、この網目凸版によるもの[10]。
- 一真は、二人の妻に先立たれていたが、明治36年（1903年）6月2日、12歳年下で板垣退助伯爵三女の婉（えん）と再婚。
- 明治40（1907年）：「日本乾板株式会社」を設立、神奈川県中郡大野村（現・平塚市南原）に敷地面積1万5千坪に及ぶ土地を購入して工場を設ける（のちオリエンタル写真工業株式会社に譲渡）。
- 明治43年（1910年）10月18日：帝室技芸員に任命される[11]。
- 大正2年（1913年）：小川写真化学研究所を創設[9]。
- 昭和4年（1929年）9月6日：神奈川県平塚市で死去[12]。享年70。墓所は青山霊園(1イ-20-14)。

## 作品
小川は、小川写真製版所として多くの写真集（写真帖）を刊行している。以下に例を挙げる。
- 『東宮御所建築及装飾写真帖』:大正天皇が東宮（皇太子）のとき、東宮御所（現在の迎賓館）の写真帖を作成。
- 『日本鉄道紀要』:1898年（明治31年）刊、日本初の鉄道写真集。

### ギャラリー

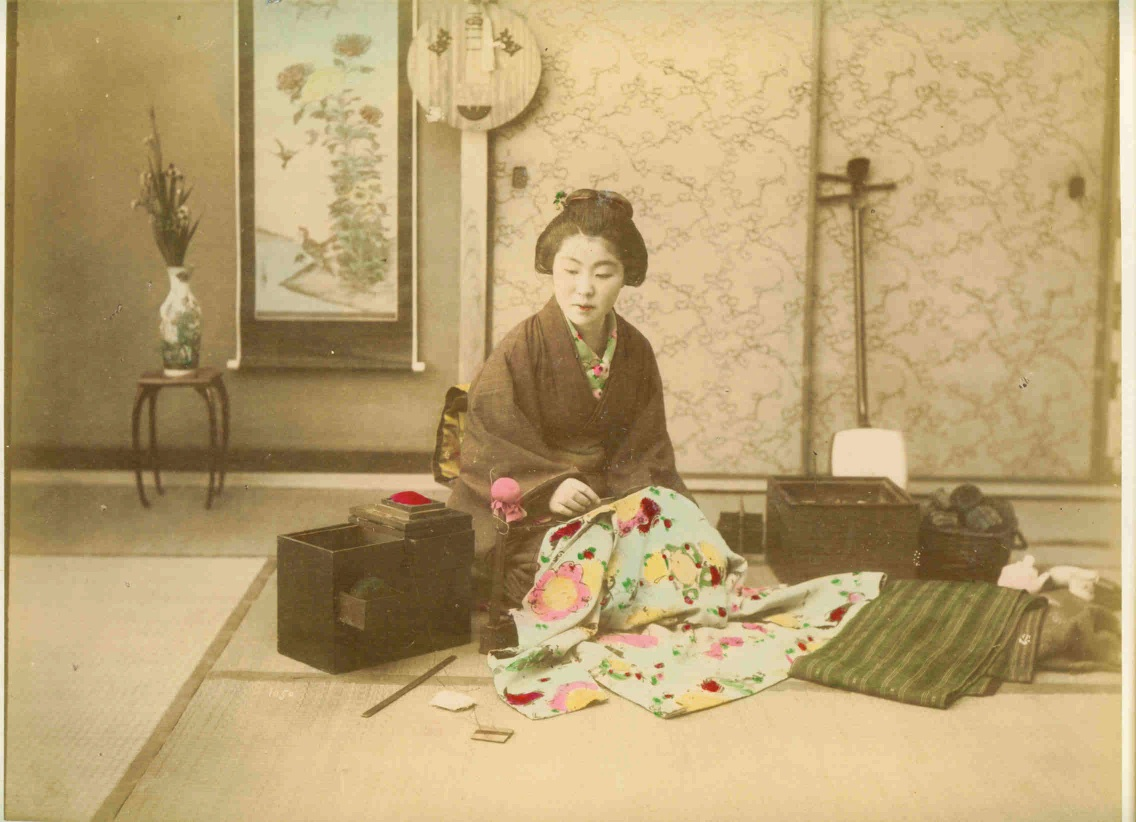
針仕事 （1880年頃）
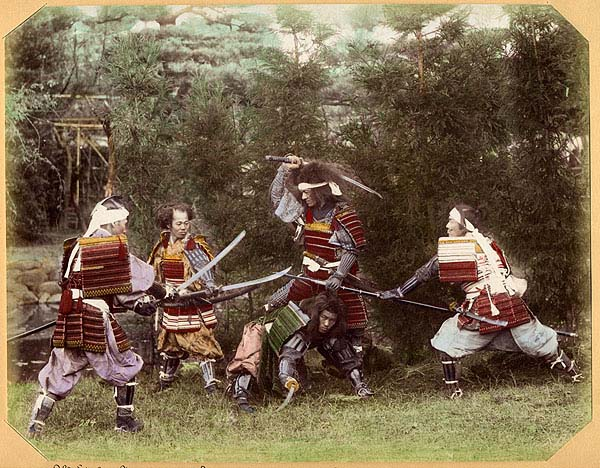
戦闘場面 （1880年頃）
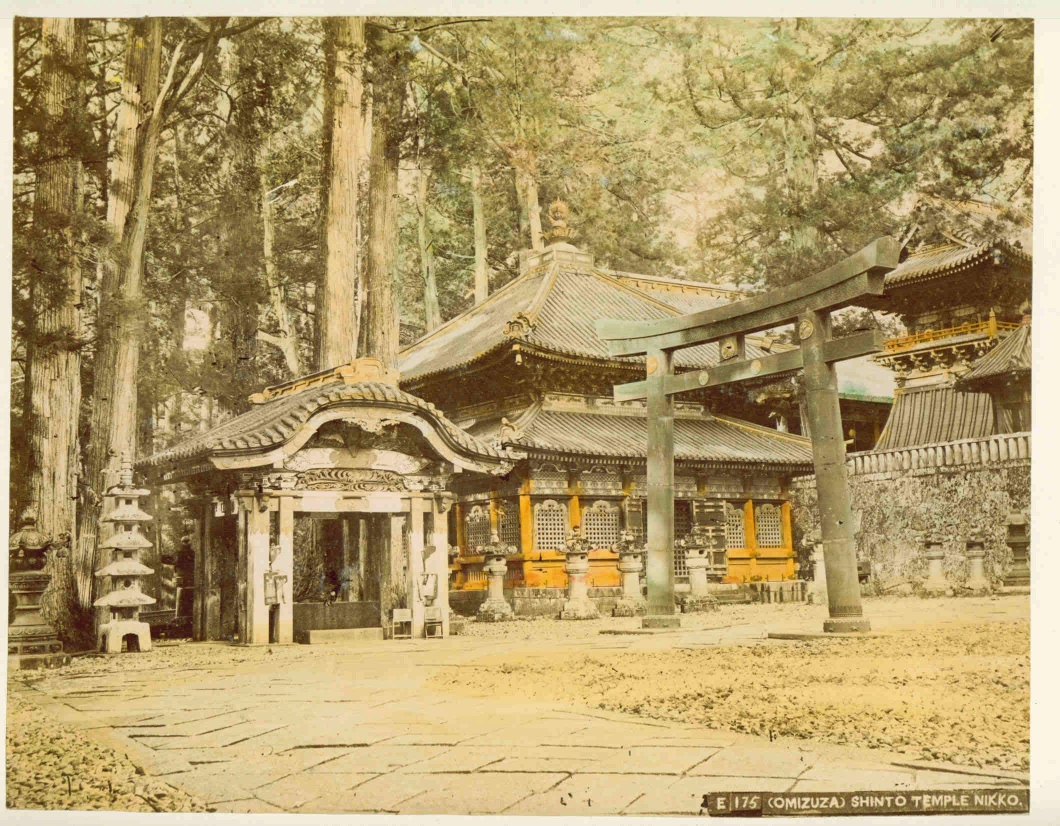
東照宮経蔵 （1880年頃）
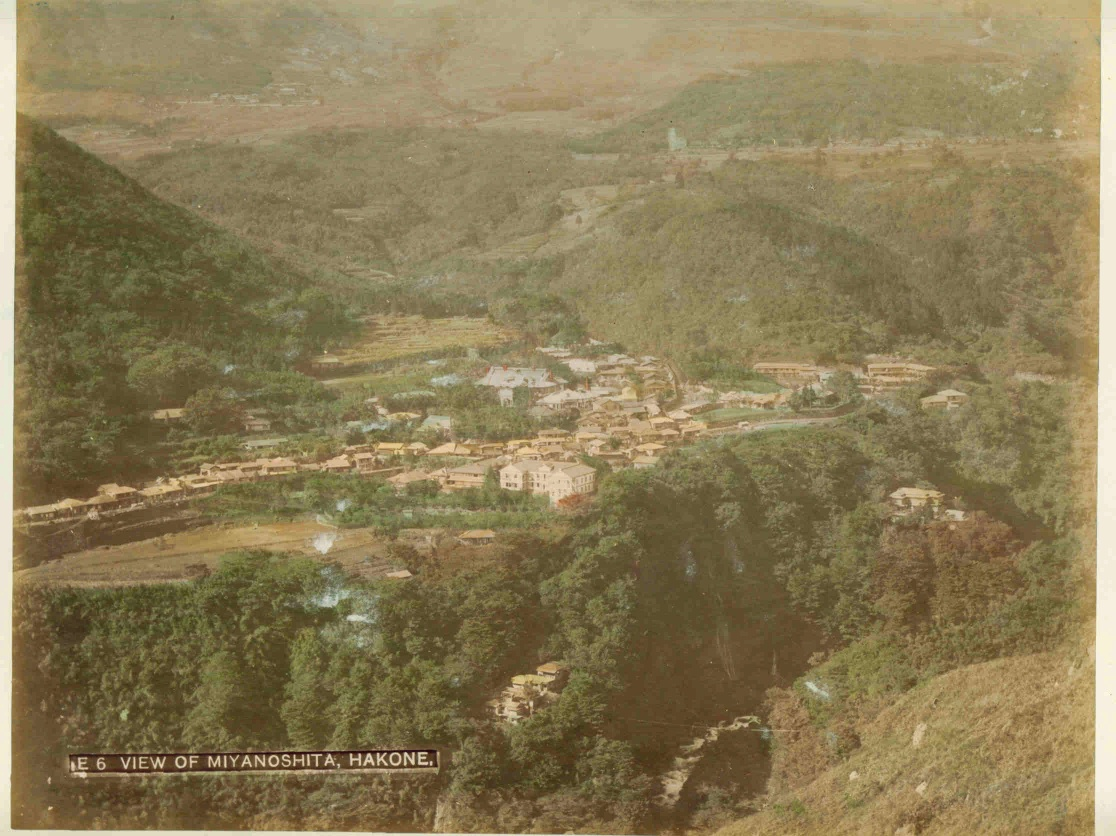
箱根町宮ノ下 （1880年頃）
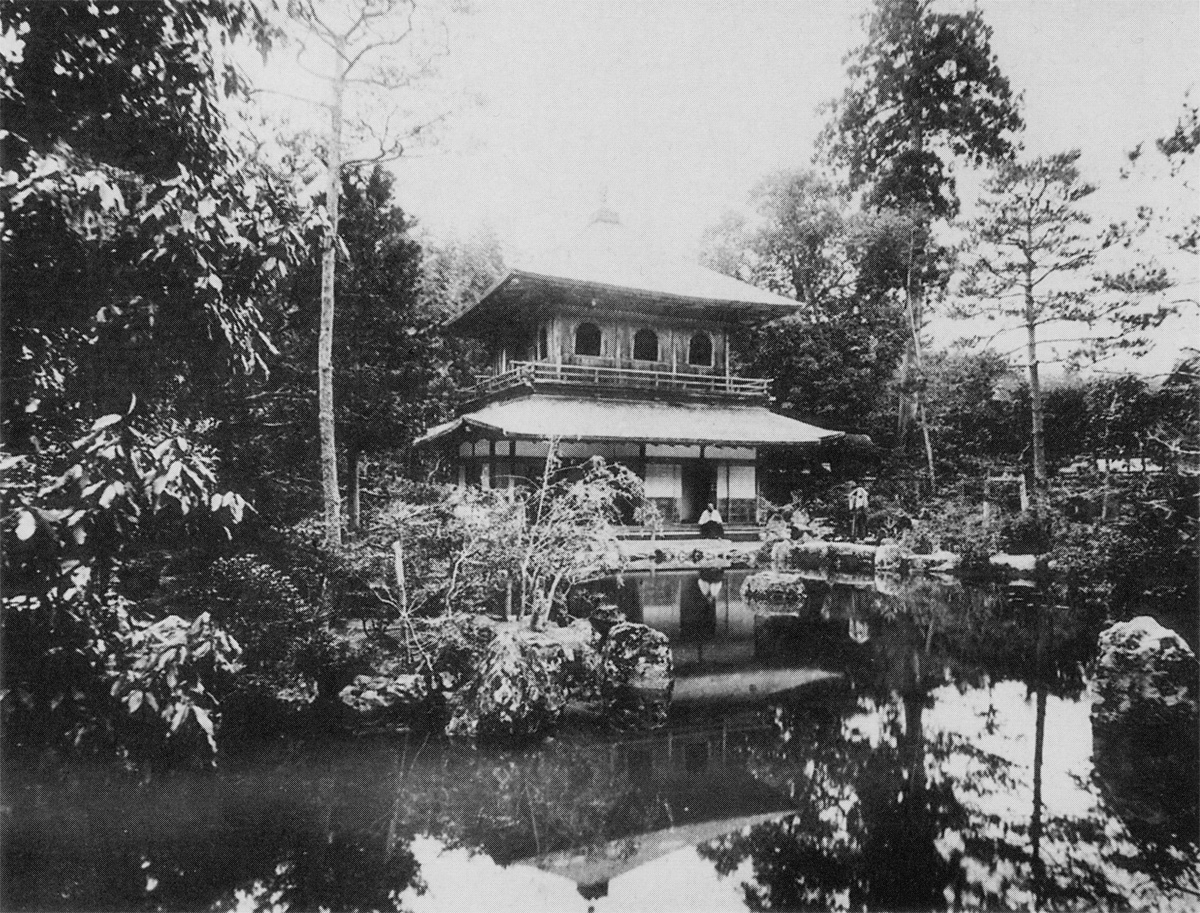
銀閣寺 （1893年）
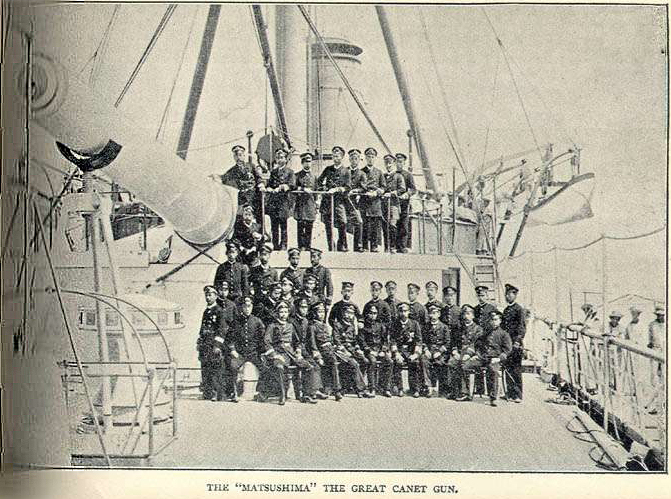
巡洋艦・松島 （1895年）
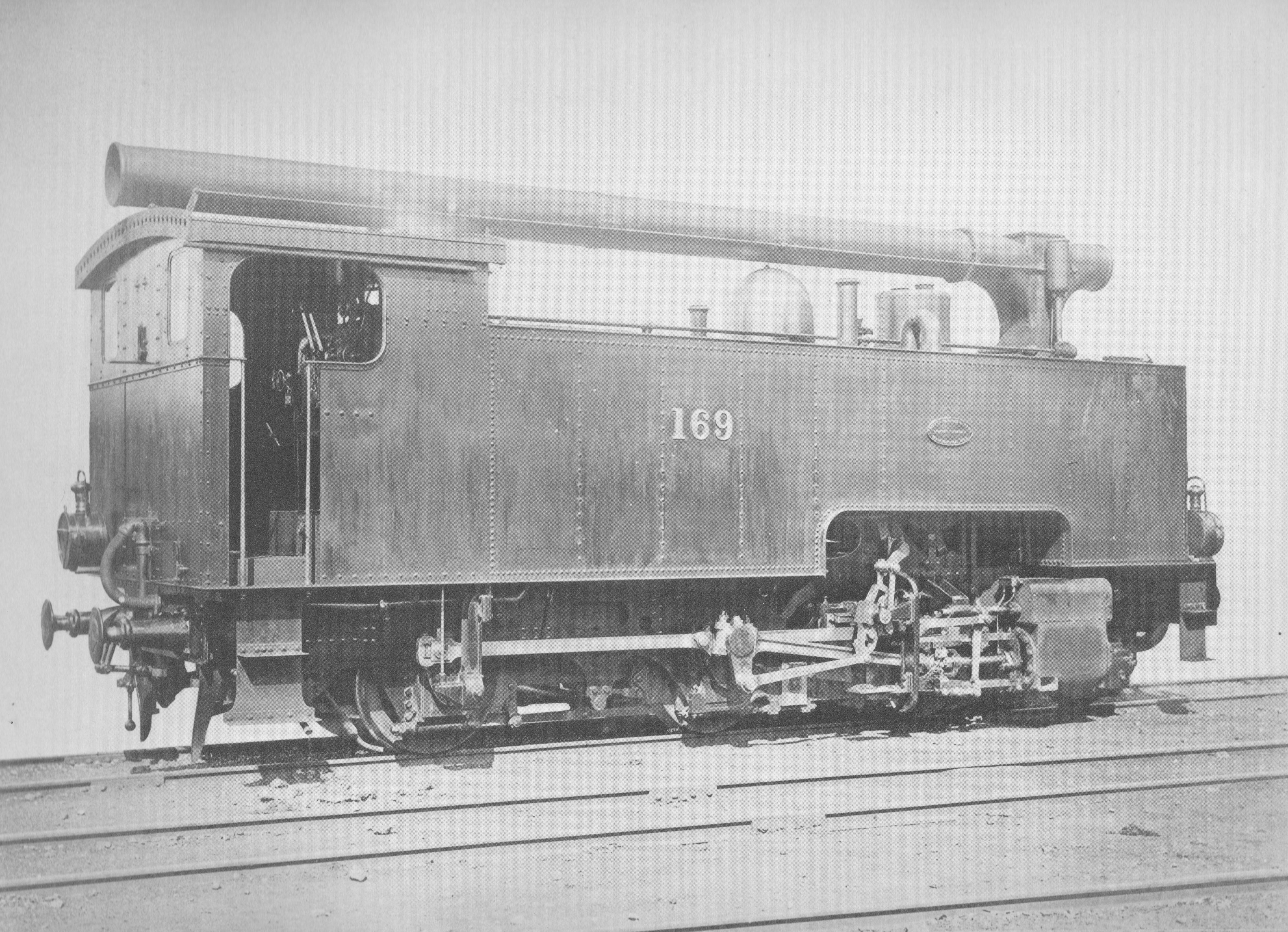
国鉄3920形蒸気機関車 （1898年）
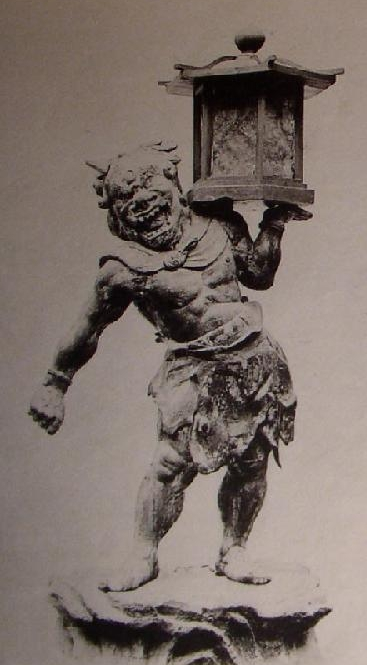
興福寺・天灯鬼像 （1900年以前）
夏目漱石肖像 （1912年）

## 受章
- 藍綬褒章[9]
- 勲五等旭日章[9]
- イタリア王冠四等勲章（イタリア語版）[9]
- スウェーデンワザ三等勲章[9]

## 関連書籍

### 評伝・研究
- 小沢清『写真界の先覚 小川一真の生涯』日本図書刊行会、1994年。ISBN 978-4773326444
- 森望『明治の長崎撮影紀行 小川一真と江南信國のはるかなる旅路』長崎文献社、2014年。ISBN 978-4888512299
- 岡塚章子『帝国の写真師 小川一眞』国書刊行会、2022年。ISBN 978-4336073266

### 小説
- 永井紗耶子「光の在処（ありか）」：『秘仏の扉』（文藝春秋・2025年）所収。明治21年の文化財調査における法隆寺救世観音像撮影を題材としている。